# Crosta de soca (grup de bolets)
Les crostes de soca són un grup ampli (més de 120 espècies) de fongs poc relacionats filogenèticament entre ells agrupats pel seu aspecte extern.
Són responsables de la degradació de la major part del material vegetal mort que hi ha al bosc, per la qual cosa cal considerar-los com fongs d’una enorme importància ecològica. Es tracta d’espècies de bolets d’estructura senzilla i poc vistosos, fet pel qual solen passar desapercebuts.
En la forma més característica, les crostes de soca només estan constituïdes per una capa fèrtil arrapada a la superfície de soques, troncs, branquillons morts o virosta. Tècnicament, aquesta forma l’anomenem resupinada i, per tant, les tractem com a crostes de soca resupinades. Un bon nombre de crostes, però, acostumen a adoptar formes més complexes. El més corrent és que, en un o més punts de la part perifèrica de la crosta, el marge se separi del substrat, s'aixequi i formi una petita làmina coriàcia prima. Les anomenem crostes de soca de marge aixecat (tècnicament, bolets efuso-reflexs).
En algunes espècies, la làmina pot ser la part més visible del bolet, que només manté una petita crosta adherida al substrat. Les anomenem ventalls de crosta. Per tant, als nostres boscos trobarem una veritable transició, des d’espècies en crostes de soca pures fins a ventalls de crosta.
Les crostes de soca són bolets anuals i totalment o parcialment resupinats. Les formes més senzilles tenen la superfície fèrtil llisa però, a mesura que augmenten la complexitat morfològica, trobem superfícies rugoses, verrucoses, plegades, amb agulles o en esponja amb porus. La carn és de cotonosa o pulverulenta a poc consistent, de vegades tenaç, però mai gelatinosa.
Recomanem collir els bolets fent servir un ganivet ferm i esmolat, i conjuntament amb el substrat, ja que sovint cal tractar-los amb molta cura. La majoria de les recol·leccions necessitaran una anàlisi microscòpica per reconèixer a quina espècie pertanyen.

## Grups de crostes de soca
Es diferencien tres grans grups de crostes de soca

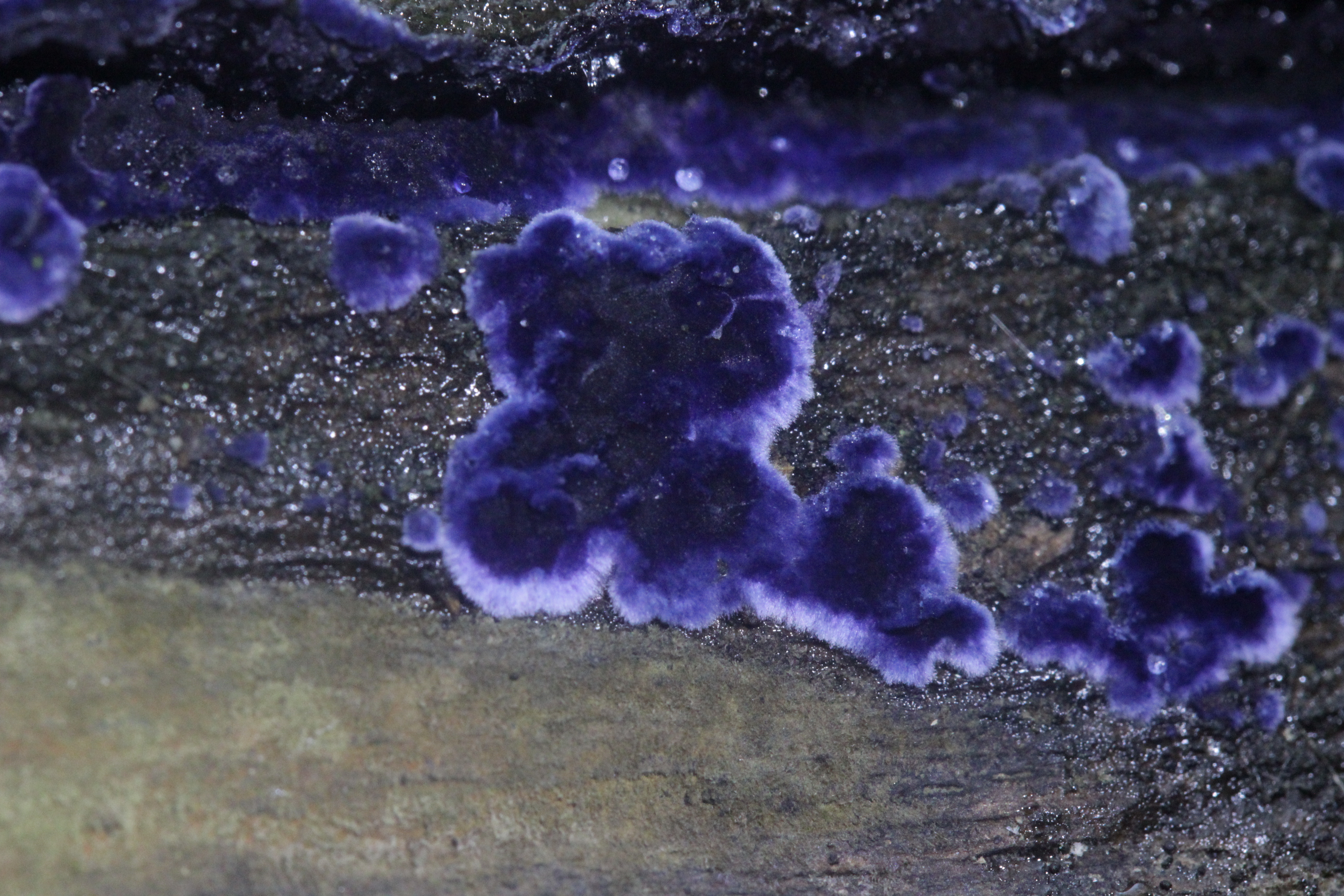
Crosta de soca blava (Terana caerulea)

### Crostes de soca resupinades
Grup molt extens i divers, amb aspecte només orientatiu pel que fa a la identificació i que sempre necessita una anàlisi microscòpica.
La superfície pot adoptar morfologies molt diferents, des de llisa fins a venosa, rugosa, berrugosa o espinosa. La textura va de cotonosa a vellutada, cerosa (com la cera), de cuir o gelatinosa.

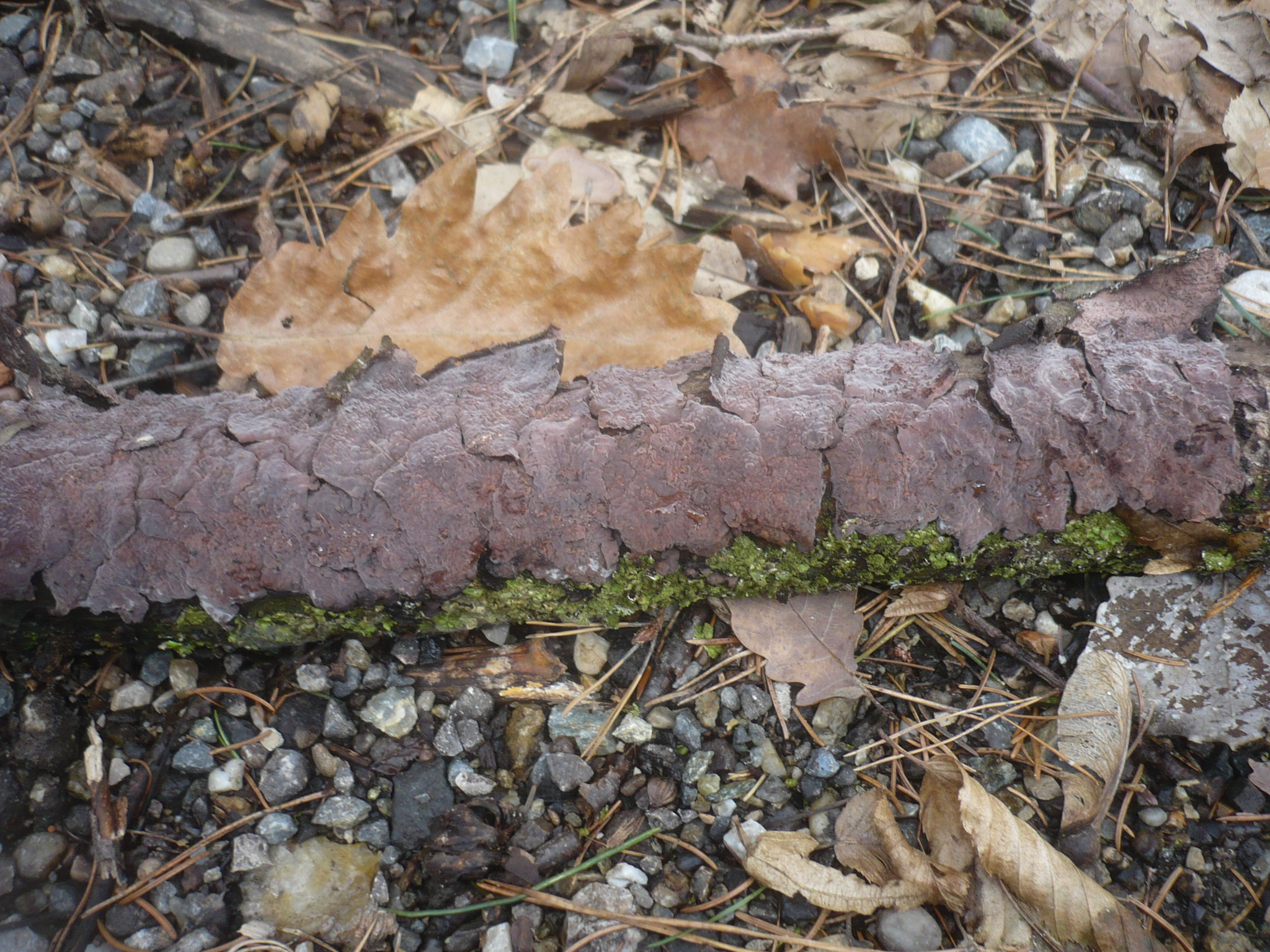
Crosta de soca d'alzina (Peniophora quercina)

### Crostes de soca de marge aixecat
Grup sovint complex pel que fa a la identificació, excepte per a aquelles espècies que responen al frec virant a roig (és un detall que cal analitzar sempre en totes les crostes de soca)

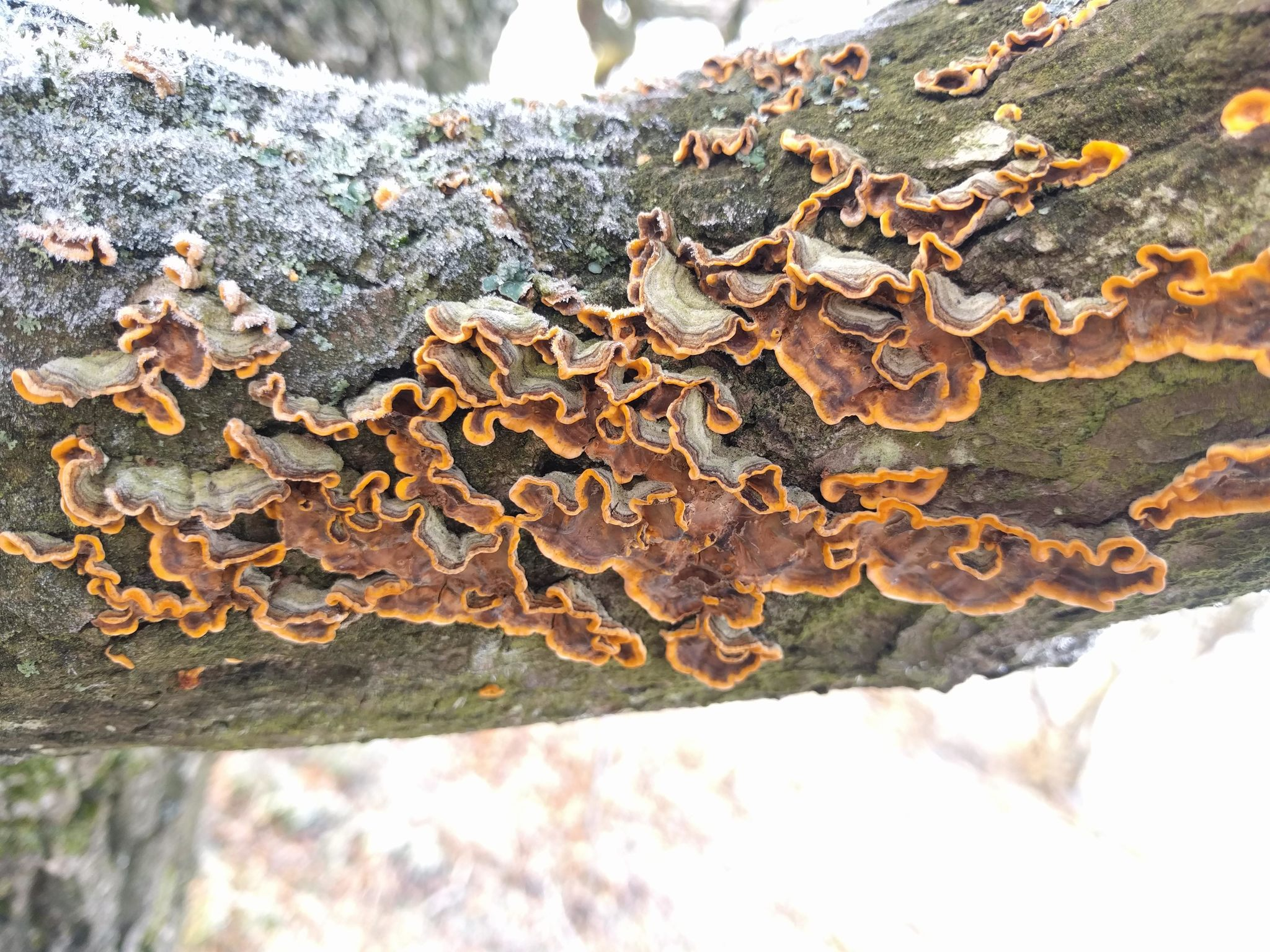
Ventall de crosta hirsut (Stereum hirsutum)

### Ventalls de crosta
Inicialment en forma de crosta (resupinada), ben aviat s'aixequen dels marges i acaben formant ventalls, de solitaris a densament agrupats. El revers sol ser llis; menys sovint arrugat o espinós.
A diferència de la resta de crostes de soca, els ventalls de crosta disposen de prou caràcters per permetre’n una identificació macroscòpica.
La separació entre crostes de soca resupinades i els ventalls de crosta pot ser confusa, ja que hi ha molta variació en la morfologia.